# Letní olympijské hry 1972
XX. letní olympijské hry se konaly v roce 1972 v Mnichově. Mimo jiné jsou známy únosem a vraždou 11 izraelských olympioniků, které spáchala palestinská organizace Černé září v areálu olympijské vesnice a na mnichovském letišti.
Olympijský areál, 4 km na sever od centra Mnichova, architektů Freie Otta a Güntera Behnische je světovým architektonickým unikátem. Střechy ze 7 mm silného plexiskla pokrývají téměř 75 000 m2. Nesou je až 80 m vysoké stožáry a ocelová lana o celkové délce 410 km. Celkový náklad dosáhl téměř 200 milionů marek, tedy třináctinásobek původního předpokladu. Poblíž stojí 291 metrů vysoká olympijská věž s televizní anténou a vyhlídkovým ochozem, která je nejvyšší budovou města.
Poprvé zde zazněla přísaha rozhodčích v rámci zahajovacího ceremoniálu.

## Sporty
Většina sportů se odehrávala v Olympiaparku v Mnichově. Jachtařské soutěže probíhaly na jezeře Schilksee u Kielu, vodní slalom se jel v Augsburgu. Fotbalová utkání se konala v Norimberku, Augsburgu, Ingolstadtu, Regensburgu a Passau.
- Atletika
- Basketbal
- Box
- Cyklistika
- Fotbal
- Sportovní gymnastika
- Házená
- Jachting (Kiel)
- Jezdectví
- Judo
- Kanoistika
- Lukostřelba
- Moderní pětiboj
- Plavání
- Pozemní hokej
- Skoky do vody
- Sportovní střelba
- Šerm
- Veslování
- Vodní pólo
- Odbíjená
- Vzpírání
- Zápas

### Ukázkové sporty
- Badminton
- Vodní lyžování

## Počet medailí podle údajů mezinárodního olympijského výboru
| Pořadí | Země                                 | Zlato | Stříbro | Bronz | Celkem |
| 1      | Sovětský svaz (URS)                  | 50    | 27      | 22    | 99     |
| 2      | Spojené státy americké (USA)         | 33    | 31      | 30    | 94     |
| 3      | Německá demokratická republika (GDR) | 20    | 23      | 23    | 66     |
| 4      | Západní Německo (FRG)                | 13    | 11      | 16    | 40     |
| 5      | Japonsko (JPN)                       | 13    | 8       | 8     | 29     |
| 6      | Austrálie (AUS)                      | 8     | 7       | 2     | 17     |
| 7      | Polsko (POL)                         | 7     | 5       | 9     | 21     |
| 8      | Maďarsko (HUN)                       | 6     | 13      | 16    | 35     |
| 9      | Bulharsko (BUL)                      | 6     | 10      | 5     | 21     |
| 10     | Itálie (ITA)                         | 5     | 3       | 10    | 18     |
| 11     | Švédsko (SWE)                        | 4     | 6       | 6     | 16     |
| 12     | Velká Británie (GBR)                 | 4     | 5       | 9     | 18     |
| 13     | Rumunsko (ROU)                       | 3     | 6       | 7     | 16     |
| 14     | Kuba (CUB)                           | 3     | 1       | 4     | 8      |
| 14     | Finsko (FIN)                         | 3     | 1       | 4     | 8      |
| 16     | Nizozemsko (NED)                     | 3     | 1       | 1     | 5      |
| 17     | Francie (FRA)                        | 2     | 4       | 7     | 13     |
| 18     | Československo (TCH)                 | 2     | 4       | 2     | 8      |
| 19     | Keňa (KEN)                           | 2     | 3       | 4     | 9      |
| 20     | Jugoslávie (YUG)                     | 2     | 1       | 2     | 5      |
| 21     | Norsko (NOR)                         | 2     | 1       | 1     | 4      |
| 22     | Severní Korea (PRK)                  | 1     | 1       | 3     | 5      |
| 23     | Nový Zéland (NZL)                    | 1     | 1       | 1     | 3      |
| 24     | Uganda (UGA)                         | 1     | 1       | 0     | 2      |
| 25     | Dánsko (DEN)                         | 1     | 0       | 0     | 1      |
| 26     | Švýcarsko (SUI)                      | 0     | 3       | 0     | 3      |
| 27     | Kanada (CAN)                         | 0     | 2       | 3     | 5      |
| 28     | Írán (IRI)                           | 0     | 2       | 1     | 3      |
| 29     | Belgie (BEL)                         | 0     | 2       | 0     | 2      |
| 29     | Řecko (GRE)                          | 0     | 2       | 0     | 2      |
| 31     | Rakousko (AUT)                       | 0     | 1       | 2     | 3      |
| 31     | Kolumbie (COL)                       | 0     | 1       | 2     | 3      |
| 33     | Argentina (ARG)                      | 0     | 1       | 0     | 1      |
| 33     | Jižní Korea (KOR)                    | 0     | 1       | 0     | 1      |
| 33     | Libanon (LIB)                        | 0     | 1       | 0     | 1      |
| 33     | Mexiko (MEX)                         | 0     | 1       | 0     | 1      |
| 33     | Mongolsko (MGL)                      | 0     | 1       | 0     | 1      |
| 33     | Pákistán (PAK)                       | 0     | 1       | 0     | 1      |
| 33     | Tunisko (TUN)                        | 0     | 1       | 0     | 1      |
| 33     | Turecko (TUR)                        | 0     | 1       | 0     | 1      |
| 41     | Brazílie (BRA)                       | 0     | 0       | 2     | 2      |
| 41     | Etiopie (ETH)                        | 0     | 0       | 2     | 2      |
| 43     | Ghana (GHA)                          | 0     | 0       | 1     | 1      |
| 43     | Indie (IND)                          | 0     | 0       | 1     | 1      |
| 43     | Jamajka (JAM)                        | 0     | 0       | 1     | 1      |
| 43     | Niger (NIG)                          | 0     | 0       | 1     | 1      |
| 43     | Nigérie (NGR)                        | 0     | 0       | 1     | 1      |
| 43     | Španělsko (ESP)                      | 0     | 0       | 1     | 1      |
| Celkem | Celkem                               | 195   | 195     | 210   | 600    |

## Účastnické země
Na hry vyslalo své sportovce 121 zemí, z toho se celkem 11 zemí účastnilo letních olympijských her poprvé: Albánie, Benin, Burkina Faso, Gabon, Lesotho, Malawi, Saúdská Arábie, Severní Korea, Somálsko, Svazijsko a Togo.

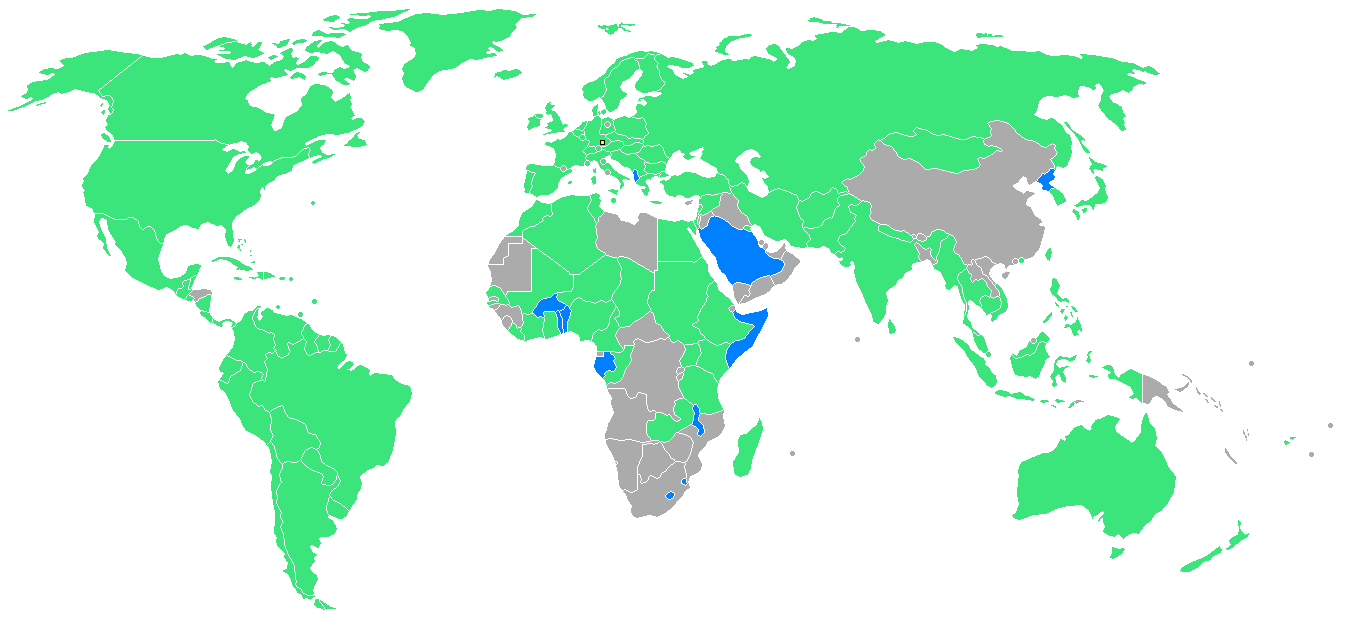
Účastnické země (zeleně; modře země účastnící se poprvé)
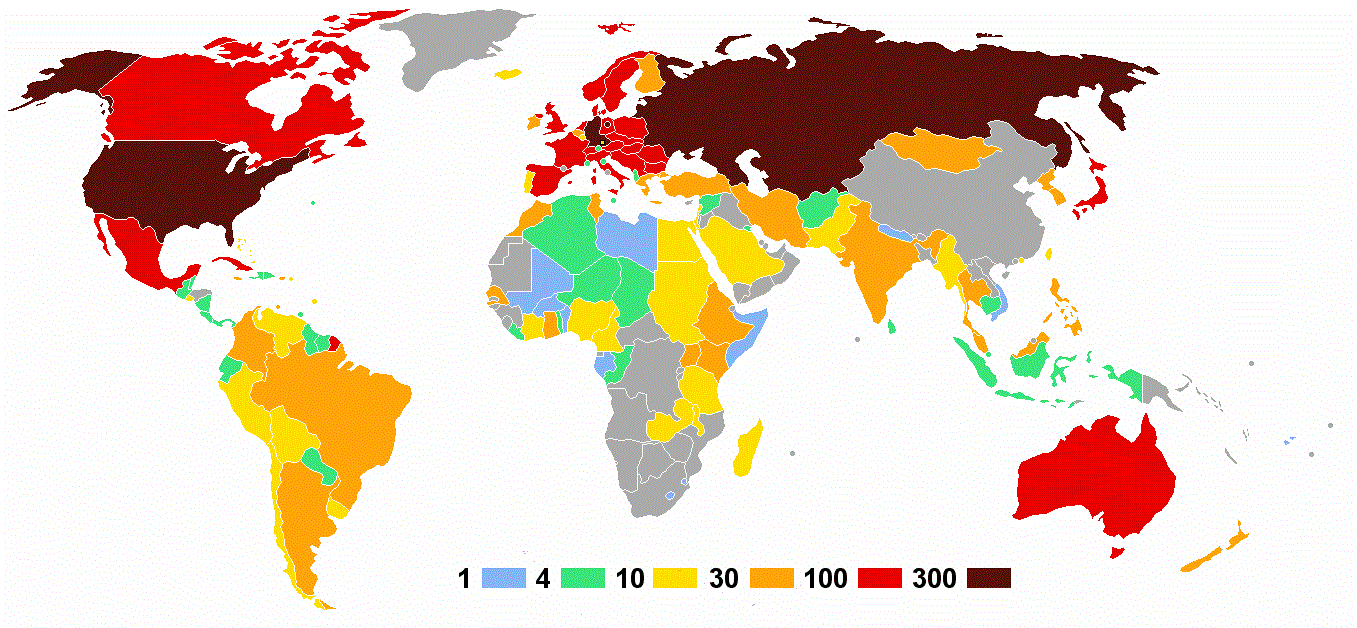
Počet sportovců zastupujících jednotlivé země

|  | - Afghánistán - Albánie - Alžírsko - Andorra - Argentina - Austrálie - Bahamy - Barbados - Barma - Belgie - Benin - Bermudy - Bolívie - Brazílie - Britský Honduras - Bulharsko - Cejlon - Čad - Československo - Kajmanské ostrovy - Dánsko - Dominikánská republika - Egypt - Ekvádor - Etiopie - Fidži - Filipíny - Finsko - Francie - Gabon - Ghana - Guam - Guyana - Haiti - Hongkong - Horní Volta - Chile - Čína - Indie - Írán - Irsko - Island - Itálie - Izrael - Jamajka - Japonsko - Jižní Korea - Jugoslávie - Kambodža - Kamerun - Kanada - Keňa - Kolumbie - Kostarika - Kuba - Kuvajt - Lesotho - Libanon - Libérie - Lichtenštejnsko - Lucembursko - Madagaskar - Maďarsko - Malajsie - Malawi - Mali - Malta - Maroko - Mexiko - Monako - Mongolsko - Země - Nepál - Niger - Nigérie - Nikaragua - Nizozemské Antily - Nizozemsko - Norsko - Nový Zéland - Pákistán - Panama |  | - Paraguay - Peru - Pobřeží slonoviny - Polsko - Portoriko - Portugalsko - Rakousko - Konžská republika - Rumunsko - Řecko - Salvador - San Marino - Saúdská Arábie - Senegal - Šalomounovy ostrovy - Singapur - Somálsko - Rusko - Spojené státy americké - Jihoafrická republika - Surinam - Svazijsko - Sýrie - Španělsko - Švédsko - Švýcarsko - Tanzanie - Thajsko - Togo - Trinidad a Tobago - Tunisko - Turecko - Uganda - Uruguay - Velká Británie - Venezuela - Vietnam - Zambie - Západní Německo (hostitel) |

## Fotogalerie

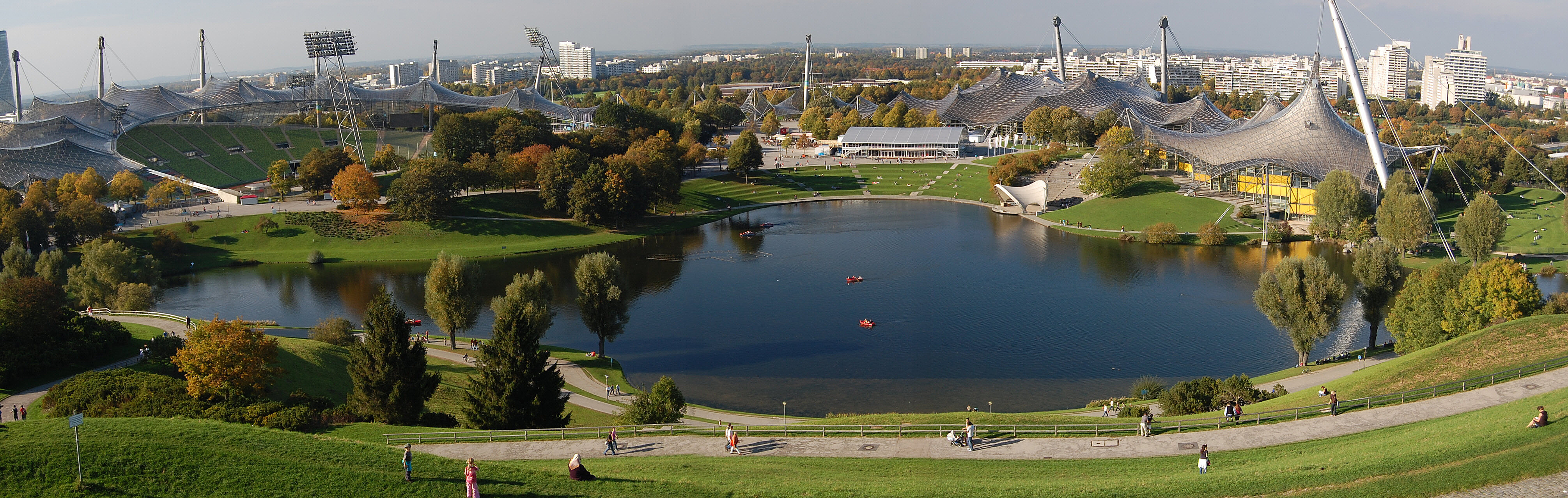
Olympijský park v Mnichově

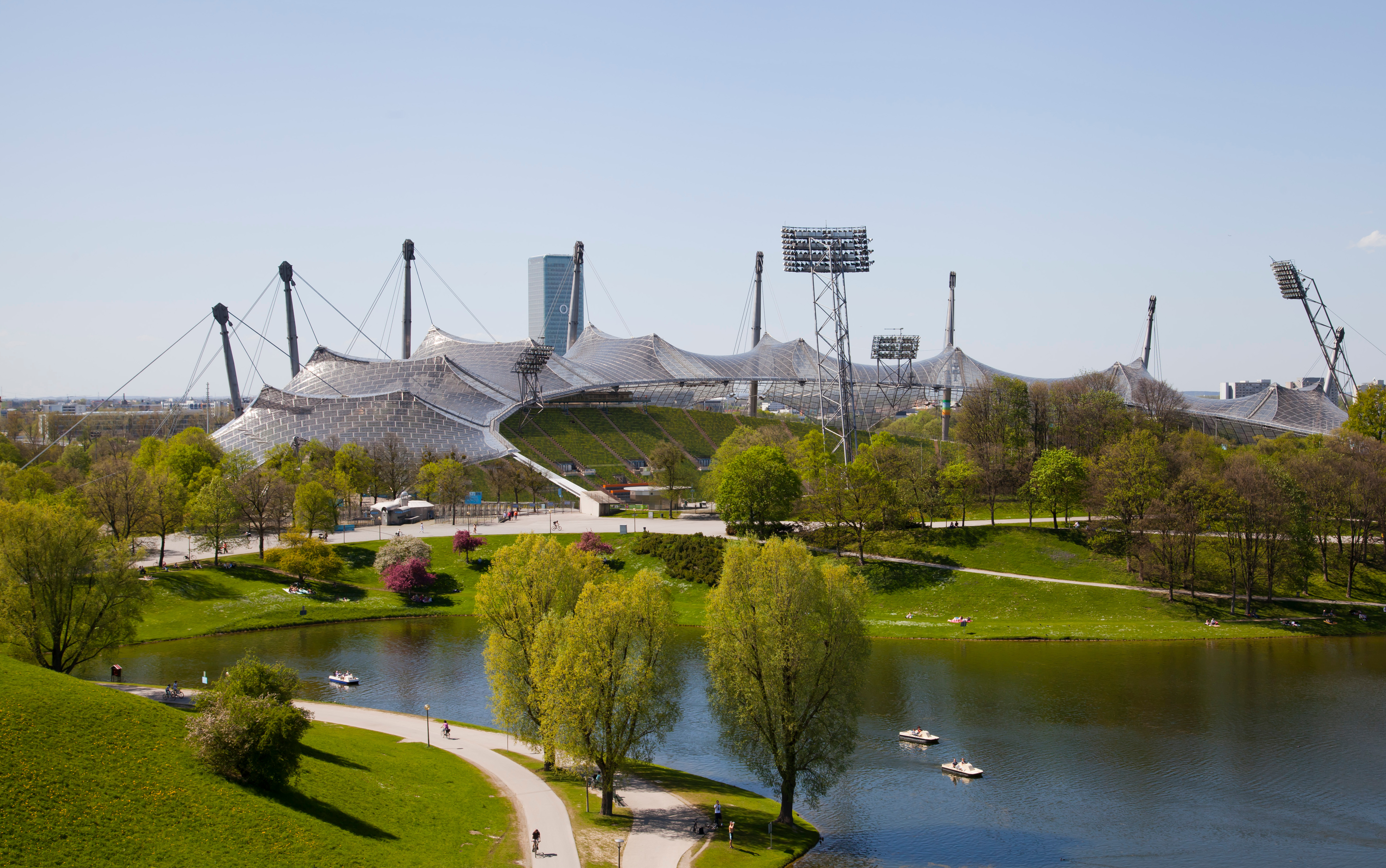
Olympijský stadion v Mnichově